# Strafgesetz (Norwegen)
Das norwegische Strafgesetz (norwegisch Lov om straff bzw. strafelloven) vom 20. Mai 2005 trat hinsichtlich des Völkerstrafrechts am 7. März 2008, im übrigen erst am 1. Oktober 2015 in Kraft. Es löste das Strafgesetz von 1902 ab, das 1905 in Kraft getreten war.
Die lebenslange Freiheitsstrafe ist in Norwegen im zivilen Strafrecht seit 1981 abgeschafft, im Militärstrafrecht wurde sie beibehalten. Die Höchststrafe liegt bei 21 Jahren, für einige Tatbestände (z. B. Terrorismus unter den in § 131 in Verbindung mit § 132 genannten Voraussetzungen, Völkermord, Verbrechen gegen die Menschlichkeit) wurde sie mit Inkrafttreten (vgl. oben) der Neufassung von 2005 auf 30 Jahre erhöht.
Das norwegische Strafgesetz wurde mehrmals ins Deutsche übersetzt, zuletzt 2021.

## Weblink
Text